# 저스틴 파섹
저스틴 파섹(Justine Pasek, 1979년 8월 29일 ~ )은 우크라이나 출신 파나마의 모델, 미인 대회 우승자이다.
2001년 미스 파나마 우승자이며 미스 유니버스 2002에서 파나마 대표로 참가했다. 미스 유니버스 2002에서 러시아 대표로 참가하여 우승을 차지했던 옥사나 페도로바가 의무 불이행을 이유로 왕관을 박탈당하면서 2위에 올랐던 저스틴 파섹이 미스 유니버스 왕관을 물려받았다.